# Издательское дело в Казахстане
Централизованное издательское дело на территории современного Казахстана берёт своё начало с 1918 года. Однако первые книги на казахском языке были изданы ещё в начале XIX века.

## Российская империя

### За пределами современного Казахстана
Первым печатным изданием на казахском языке стала книга «Сейфул-Малик», изданная в 1807 году при поддержке Первой Казанской мужской гимназии и отпечатанная в Азиатской типографии (открыта в Казани в 1800 году). В начале XIX века при Казанском университете был образован центр по сбору и изучению культурно-научного наследия народов Центральной Азии, материалы которого публиковались университетским издательством.
Во второй половине XIX века книги на казахском языке выходили в типографиях Оренбурга, Уфы, Ташкента, Санкт-Петербурга, Троицка, Астрахани. Наиболее известными были печатные заведения «Братья Каримовы», «Турмыш», «Умит», «Урнек», «Шарк». До 1917 года всего было выпущено свыше 700 названий книг. Среди них книги «Джами-ат-таварих» Кадыргали Жалаири (1851), «Киргизская хрестоматия» Ибрая Алтынсарина (1879), «Поэма о Камбаре» (1882), «Мухаммед Ханафия» (1882), «Поэма Козы Корпеш» (1890), «Кыз Жибек» (1894), «Поэма об айтысе Биржан сала и Сары кыз» (1900), «Казахский букварь» (1910) и др. Узбекский эпос «Алпамыш» впервые был напечатан в 1899 году именно на казахском языке.
В 1904 году в Санкт-Петербурге издаётся собрание трудов учёного, просветителя и путешественника Чокана Валиханова. До этого были опубликованы его «Очерки о Джунгарии», «Киргизы» и другие отдельные произведения. В 1909 году в Петербурге увидел свет сборник песен на стихи Абая Кунанбаева.

### На территории современного Казахстана
Подавляющее большинство казахскоязычной литературы времён Российской империи издавалось за пределами современного Казахстана. Тем не менее, первые книги на казахском языке в Семипалатинске были изданы ещё во второй половине XIX века.
Книги на русском языке печатались в типографиях Семипалатинска и Верного (современная Алма-Ата). Однако их число в сравнении с другими изданиями Западно-Сибирского учебного округа, в состав которого входили эти города, было невелико.

## СССР

### До войны
В ноябре 1918 года в ходе Первого Всероссийского съезда коммунистов-мусульман было избрано Центральное бюро мусульманской opганизации при Центральном мусульманском комиссариате Народного комиссариата по делам национальностей РСФСР (Наркомнаца), взявшее на себя руководство выпуском литературы на языках народов Средней Азии и Казахстана. В 1918—1919 годы издательскую работу Комиссариата по мусульманским делам возглавлял Турар Рыскулов. От Казахстана в состав бюро вошёл Сейткали Мендешев. До 1924 года при Народном комиссариате национальностей (Наркомнац) работало два издательства: Западное и Восточное. Восточное издательство возглавлял Назир Тюрякулов, заведующий отделом литературы на казахском языке работал Абдрахман Байдильдин. В мае 1924 года на базе этих издательств создано Центральное издательство народов СССР (Центриздат).
В марте 1920 года в Ташкенте основано Туркестанское государственное издательство (Туркгосиздат). В 1921 году оно выпустило на казахском языке 680570 экземпляров книг.
9 августа 1921 года при Наркомпросе образовано Главное управление Госиздата. Там же организован специальный научный отдел — академический центр. В состав центра входил научно-литературный совет, связанный с изданием учебников и переводной политической литературы. В течение одного года тираж 20 книг, выпущенных Госиздатом для Казахстана, достиг 27 тысяч экземпляров.
Первая книга в советском Казахстане была издана в 1918 году. В ноябре 1918 года в Ханской Ставке (современное село Хан Ордасы в Западно-Казахстанской области) открылись издательство и отдел переводной литературы. 3 ноября 1920 года ЦИК Киргизской АССР (в состав которой в ту пору входила территория будущей Казахской ССР) издал декрет об открытии Киргизского государственного издательства. Киргосиздат был утверждён Положением от 24 ноября того же года и до 1921 года находился в ведении КиргЦИК. В 1921—1922 годы в Казахстане работало 29 типографий и одна литография. В 1920-х годах состоялось издание книг классиков казахской литературы: Сакена Сейфуллина, Беимбета Майлина, Ильяса Джансугурова, Мухтара Ауэзова, Сабита Муканова и др.
С 1930 года начал работать Казахский краевой отдел ОГИЗа. В то же время было образовано Казахское государственное техническое издательство (Казгостехиздат). По постановлению Казахского краевого партийного комитета от 22 октября 1931 года «Об издательской работе в Казахстане» было создано «Казахстанское издательство» (Казиздат; в дальнейшем издательство «Казахстан»). В 1930-е годы количество издательств в Казахской ССР достигло четырёх: от Казиздата отделились Казпартиздат, Казахское государственное издательство художественной литературы и Казахское комсомольско-молодёжное издательство, а Казтехиздат вошёл в состав Казиздата. В дальнейшем были созданы профильное издательство «Казфото» и Главное управление полиграфии и издательства Казахской ССР. В начале 1941 года все издательства Казахстана слились в объединение государственных издательств (КазОГИЗ).

### После войны
В 1945 года образовалось издательство АН Казахстана «Гылым» по выпуску литературы по всем отраслям знания. В 1947 году от КазОГИЗа отделилось Казахское учительско-педагогическое издательство (позже «Рауан»), выпускавшее учебники и методическое пособия для школ и вузов. В 1950 создано издательство художественной литературы (позже «Жазуши»). В том же году КазОГИЗ вернул своё прежнее название Казиздат, а в 1962 году издательство было переименовано в «Казахстан». 1 марта 1962 года образовалось издательство сельскохозяйственной литературы, в последующем издательство «Кайнар» («Қайнар»). В 1968 году создана Главная редакция «Казах энциклопедиясы». Образовано газетно-журнальное издательство «Дауир» («Дәуір»), обладающее высокими производственными мощностями.
В рамках Всесоюзной недели детской и юношеской книги (1972, Алма-Ата) и 5-й конференции писателей Азии и Африки (1973, Алма-Ата) были проведены книжные выставки, на которых были представлены книги казахстанских издательств. Особо были отмечены отдельные тома «Казахской советской энциклопедии»<.

## Независимый Казахстан
На современном этапе работают издательства: «Казахстан», «Жазушы», «Жалын», «Рауан», «Онер», «Кайнар», «Гылым», «Билим», «Санат», «Балауса», «Ана тили», «Казах энциклопедиясы», «Дауир», «Сарыарка» и частные издательства «Жеты жаргы», «Жибек жолы», «Атамура», «Олке», «Ел», «Ер-Даулет» и др.
С 2001 один раз в два года проводится тематическая международная книжная выставка-ярмарка «По Великому шелковому пути». В 2003 году были представлены книги 87 издательств из 12 стран, в том числе 60 казахстанских компаний<.